# Nathan MacKinnon
Nathan Raymond MacKinnon (* 1. září 1995, Halifax, Nové Skotsko, Kanada) je kanadský hokejový centr hrající v týmu Colorado Avalanche v severoamerické lize National Hockey League.

## Kariéra

### Raná kariéra
MacKinnon hokejově vyrůstal v týmu z Cole Harbour v kanadském Novém Skotsku. Ve 12 a 13 letech hrál za mládežnický tým Cole Harbour Red Wings. Po těchto dvou sezónách se zapsal k týmu Shattuck-Saint Mary v americkém Faribaultu. Tam studoval na internátní škole, za kterou hrál i hokej. V týmu patřil k oporám a to přesto, že byl jedním z nejmladších hráčů. V roce 2011 se zúčastnil za Nové Skotsko kanadské zimní olympiády. Na turnaji skončil na sedmém místě v kanadském bodování za 11 bodů (8+3).

### Juniorská kariéra
V roce 2011 byl vybrán v draftu QMJHL z prvního místa týmem Baie-Comeau Drakkar. Přesto v den draftu trénoval s týmem Omaha Lancers, který hrál ligu United States Hockey League. Rozhodoval se mezi univerzitní ligou Spojených států – NCAA a kanadskou juniorskou ligou QMJHL. MacKinnon dával přednost americkým ligám, neboť nechtěl hrát ve frankofónním týmu, kde by vznikala jazyková bariéra. Baie-Comeau následně jeho práva vyměnili do Halifaxu Mooseheads za Carla Gélinase, Francise Turbideho a první kola draftu v letech 2012 a 2013. MacKinnon nastupoval v lize 18 a 19letých v 16 letech. Svůj první hattrick vstřelil 3. prosince 2011 a pět gólů v jednom utkání vstřelil při vítězství 6:4 nad Québecem Remparts, který v té době trénoval jeho pozdější trenér v Coloradu – Patrick Roy. Vyrovnal tím týmový rekord Jasona Kinga.
V roce 2013 dovedl Halifax k Memorial Cupu, v jehož rozhodujícím utkání ve finále proti Portlandu Winter Hawks vstřelil hattrick. Poté byl vyhlášen nejužitečnějším hráčem playoff a byl jmenován do All-Star týmu turnaje. 24. června 2013 se konal Vstupní draft NHL, ve kterém měl první volbu tým Colorada Avalanche. Spekulovalo se, že si tým vybere Setha Jonese, který vyrůstal v Coloradu. Trenér Avalanche – Patrick Roy však prohlásil, že si vybere MacKinnona. Tak se také stalo a tak se MacKinnon stal celkovou jedničkou tohoto draftu, což je velmi prestižní záležitost.

### Profesionální kariéra
Nedlouho po draftu, přesněji 9. července 2013 už podepsal s Coloradem Avalanche svoji první profesionální smlouvu na 3 roky, tedy do roku 2016. V NHL debutoval 2. října 2013 a současně se stal nejmladším hokejistou, který kdy oblékal dres Avalanche. Připsal si 2 asistence při vítězství 6:1 nad Anaheimem Ducks. Svůj první gól vstřelil 12. října 2013 brankáři Michalu Neuvirthovi z Washingtonu Capitals během druhé třetiny. V týmu i přes svůj mladý věk patřil k největším oporám. Stal se teprve třetím hráčem historie NHL, který během svých prvních dvou utkání playoff nasbíral 7 kanadských bodů.

### Reprezentační kariéra
První MacKinnonovy zkušenosti s národním týmem získal na světovém turnaji do 17 let 2011 v kanadském Winnipegu, kde reprezentoval tým Canada Atlantic do 17 let. Přesto, že byl druhým nejmladším hráčem turnaje, tak se stal sedmým nejproduktivnějším hráčem. Na stejném turnaji hrál i v roce 2012. V roce 2012 s kanadským týmem vyhrál Memoriál Ivana Hlinky, kde se stal nejproduktivnějším hráčem turnaje. V roce 2013 byl společně se svým spoluhráčem z Halifaxu – Jonathanem Drouinem nominován do kanadského týmu na Mistrovství světa juniorů 2013 v Rusku, kde skončili na 4. místě. Za seniorskou reprezentaci nastoupil poprvé na Mistrovství světa 2014 v Bělorusku, kde s týmem skončili až na 5. místě. I přes svůj věk si na šampionátu připsal 4 kanadské body za gól a 3 asistence. Svůj jediný gól vstřelil ve vítězném utkání (4:3) proti České republice, brankáři Jakubu Kovářovi.

## Úspěchy

### Individuální úspěchy
- 2011/12 – Nejlepší nahrávač QMJHL
- 2012/13 – All-Star Team Memorial Cupu CHL
- 2012/13 – Ed Chynoweth Trophy
- 2012/13 – Stafford Smythe Memorial Trophy
- 2012/13 – CHL Top Prospects Game
- 2012/13 – 2. All-Star Team QMJHL
- 2013/14 – Calder Memorial Trophy
- 2019/20 – Lady Byng Memorial Trophy
- 2023/24 – Ted Lindsay Award
- 2023/24 – Hart Memorial Trophy
- 2023/24 – NHL All-Star Team

## Prvenství
- Debut v NHL – 2. října 2013 (Colorado Avalanche proti Anaheim Ducks)
- První asistence v NHL – 2. října 2013 (Colorado Avalanche proti Anaheim Ducks)
- První gól v NHL – 12. října 2013 (Washington Capitals proti Colorado Avalanche, českému brankáři Michalu Neuvirthovi)
- První hattrick v NHL – 22. února 2015 (Colorado Avalanche proti Tampa Bay Lightning)

## Klubová statistika
| Sezóna      | Klub                   | Soutěž      |     | Základní část | Základní část | Základní část | Základní část | Základní část |    | Play off | Play off | Play off | Play off | Play off |
| Sezóna      | Klub                   | Soutěž      | Z   | G             | A             | B             | TM            | Z             | G  | A        | B        | TM       |          |          |
| 2007/08     | Cole Harbour Red Wings | Mládež AAA  | 50  | —             | —             | 110           | —             | —             | —  | —        | —        | —        |          |          |
| 2008/09     | Cole Harbour Red Wings | Mládež AAA  | 35  | —             | —             | 145           | —             | —             | —  | —        | —        | —        |          |          |
| 2009/10     | Shattuck-Saint Mary's  | Mládež AAA  | 58  | 54            | 47            | 101           | 56            | —             | —  | —        | —        | —        |          |          |
| 2010/11     | Shattuck-Saint Mary's  | Dorost AAA  | 40  | 45            | 48            | 93            | 72            | —             | —  | —        | —        | —        |          |          |
| 2011/12     | Halifax Mooseheads     | QMJHL       | 58  | 31            | 47            | 78            | 45            | 17            | 13 | 15       | 28       | 12       |          |          |
| 2012/13     | Halifax Mooseheads     | QMJHL       | 44  | 32            | 43            | 75            | 45            | 17            | 11 | 22       | 33       | 12       |          |          |
| 2013/14     | Colorado Avalanche     | NHL         | 82  | 24            | 39            | 63            | 26            | 7             | 2  | 8        | 10       | 4        |          |          |
| 2014/15     | Colorado Avalanche     | NHL         | 64  | 14            | 24            | 38            | 34            | —             | —  | —        | —        | —        |          |          |
| 2015/16     | Colorado Avalanche     | NHL         | 72  | 21            | 31            | 52            | 20            | —             | —  | —        | —        | —        |          |          |
| 2016/17     | Colorado Avalanche     | NHL         | 82  | 16            | 37            | 53            | 16            | —             | —  | —        | —        | —        |          |          |
| 2017/18     | Colorado Avalanche     | NHL         | 74  | 39            | 58            | 97            | 55            | 6             | 3  | 3        | 6        | 4        |          |          |
| 2018/19     | Colorado Avalanche     | NHL         | 82  | 41            | 58            | 99            | 34            | 12            | 6  | 7        | 13       | 2        |          |          |
| 2019/20     | Colorado Avalanche     | NHL         | 69  | 35            | 58            | 93            | 12            | 15            | 9  | 16       | 25       | 12       |          |          |
| 2020/21     | Colorado Avalanche     | NHL         | 48  | 20            | 45            | 65            | 37            | 10            | 8  | 7        | 15       | 2        |          |          |
| 2021/22     | Colorado Avalanche     | NHL         | 65  | 32            | 56            | 88            | 42            | 20            | 13 | 11       | 24       | 8        |          |          |
| 2022/23     | Colorado Avalanche     | NHL         | 71  | 42            | 69            | 111           | 30            | 7             | 3  | 4        | 7        | 4        |          |          |
| 2023/24     | Colorado Avalanche     | NHL         | 82  | 51            | 89            | 140           | 42            | 11            | 4  | 10       | 14       | 4        |          |          |
| NHL celkově | NHL celkově            | NHL celkově | 791 | 335           | 564           | 899           | 348           | 88            | 48 | 66       | 114      | 40       |          |          |

## Reprezentace
| Rok             | Tým                   | Soutěž          | Z  | G  | A  | B  | TM |
| --------------- | --------------------- | --------------- | -- | -- | -- | -- | -- |
| 2011            | Kanada Atlantik 17    | WHC-17          | 5  | 5  | 3  | 8  | 0  |
| 2012            | Kanada Atlantik 17    | WHC-17          | 5  | 1  | 3  | 4  | 2  |
| 2012            | Kanada 18'            | MIH             | 5  | 5  | 6  | 11 | 18 |
| 2013            | Kanada 20'            | MSJ             | 6  | 0  | 1  | 1  | 4  |
| 2014            | Kanada                | MS              | 8  | 1  | 3  | 4  | 8  |
| 2015            | Kanada                | MS              | 10 | 4  | 5  | 9  | 6  |
| 2016            | Výběr Severní Ameriky | SP              | 3  | 2  | 1  | 3  | 2  |
| Junioři celkově | Junioři celkově       | Junioři celkově | 21 | 11 | 13 | 24 | 24 |
| Senioři celkově | Senioři celkově       | Senioři celkově | 21 | 7  | 9  | 16 | 16 |